# Wybory parlamentarne w Vanuatu w 2016 roku
Wybory parlamentarne odbyły się w Vanuatu 22 stycznia 2016. Bezpośrednio wybrano wszystkich 52 członków jednoizbowego parlamentu. Były to wybory przedterminowe. Parlament został rozwiązany przez prezydenta Baldwina Lonsdale po aresztowaniu i skazaniu piętnastu parlamentarzystów za korupcję. Wybory wygrała koalicja Jedność dla zmian, a na czele nowego rządu stanął Charlot Salwai z partii Namangi Aute.

## System wyborczy
Członkowie parlamentu zostali wybrani w bezpośrednich wyborach powszechnych zgodnie z systemem pojedynczego głosu nieprzechodniego. Na każdy okrąg przypadało od 1 do 7 miejsc w parlamencie. Kadencja wygasa po 4 latach. Nowy parlament musi wybrać nowego premiera lub udzielić wotum zaufania urzędującemu premierowi.

## Tło
W latach 2012–2015, w ciągu jednej kadencji parlamentu rząd zmieniał się 4 razy. Najpierw udzielono wotum zaufania urzędującemu premierowi – Sato Kilmanowi z Ludowej Partii Postępu. 23 marca 2013 na skutek sporów wewnątrzpartyjnych i rozłamów rząd stracił większość parlamentarną i Sato podał się do dymisji, zanim parlament zdążył go odwołać. Na jego miejsce wybrano Moanę Carcassesa Kalosila z Zielonej Konfederacji. Został odwołany przez parlament 15 maja 2014, po tym jak kolejni członkowie większości parlamentarnej przeszli do opozycji. Następnym premierem został Joe Natuman z Vanua’aku Pati. 11 czerwca 2015 Sato Kilmanowi udało się stworzyć większość w parlamencie, wymusić dymisję Natumana i odzyskać pozycję premiera.
22 października 2015 piętnastu członków większości parlamentarnej zostało skazanych na karę więzienia za korupcję:
- Wicepremier i minister handlu Moana Carcasses Kalosil – na 4 lata
- Minister gospodarki komunalnej Tony Nari – na 3,5 roku
- Minister finansów Willie Jimmy, który jako jedyny przyznał się do winy – na 20 miesięcy w zawieszeniu na 2 lata
- Marszałek parlamentu Marcellino Pipite – na 3 lata
- Minister spraw zagranicznych Serge Vohor – na 3 lata
- Minister Ziem Paul Telukluk – na 3 lata
- Minister zmian klimatycznych Thomas Laken – na 3 lata
- Tony Wright – na 3 lata
- Pascal Iauko – na 3 lata
- Jonas James – na 3 lata
- John Amos – na 3 lata
- Steven Kalsakau – na 3 lata
- Silas Yatan – na 3 lata
- Arnold Prasad – na 3 lata
- Jean-Yves Chabot – na 3 lata

Ponadto wszyscy skazani mają zakaz sprawowania urzędów publicznych przez 15 lat. Ponieważ Sato Kilman nie miał już większości parlamentarnej i odmawiał utworzenia rządu z opozycją, prezydent Baldwin Lonsdale rozwiązał parlament 24 listopada 2015 i ogłosił przedterminowe wybory.

## Kontrowersje
Krytycy zwracają uwagę, że wybory zostały przeprowadzone w pośpiechu, przez co doszło wielu niedociągnięć. Przewodniczący komisji wyborczej John Killion Taleo zarzucił organizatorom, że nie było czasu na dopisanie do listy wyborców osób, które osiągnęły wiek wyborczy po lipcu 2015. Prezes vanuatańskiej młodzieżowej organizacji antykorupcyjnej Priscilla Meto oszacował, że na listach wyborców brakowało około 3 tysięcy osób.Ponadto z list nie usunięto osób zmarłych - dotyczy to głównie wśród mieszkańców odległych terenów wiejskich, gdzie nie prowadzi się rejestru zgonów. Mimo to zaproszeni przez Vanuatu obserwatorzy zewnętrzni z Wspólnoty Narodów pod przewodnictwem byłego premiera Bahaów Huberta Ingrahama potwierdzili, że wybory odbyły się bez większych problemów.

## Wyniki
Żadnej partii nie udało się uzyskać większości. Najwięcej miejsc uzyskali kandydaci niezależni. Jednak większość partie wchodzące w skład bloku Jedność dla zmian, do którego należy ponad dziesięć partii, między innymi Vanua’aku Pati, Ziemia i Sprawiedliwość, Unia Partii Umiarkowanych, Zjednoczona Partia Narodowa, Namangi Aute i Nagriamel. Nowym szefem rządu został Charlot Salwai należący do Namangi Aute.
| Partia                                                      | Głosów | % głosów | Miejsca | Zmiana |
| ----------------------------------------------------------- | ------ | -------- | ------- | ------ |
| Kandydaci niezależni                                        | 20871  | 18,82    | 10      | 6      |
| Vanua’aku Pati                                              | 13463  | 12,14    | 6       | 2      |
| Unia Partii Umiarkowanych                                   | 11326  | 10,21    | 6       | 1      |
| Ziemia i Sprawiedliwość                                     | 8016   | 7,23     | 6       | 2      |
| Zjednoczona Partia Narodowa                                 | 6006   | 5,42     | 3       | 1      |
| Ludowa Partia Postępu                                       | 5469   | 4,93     | 1       | 5      |
| Iauko Group                                                 | 4979   | 4,49     | 4       | 1      |
| Narodowa Partia Postępu                                     | 4942   | 4,46     | 2       | 2      |
| Nagriamel                                                   | 4128   | 3,72     | 2       | 1      |
| Prezydencka Partia                                          | 4051   | 3,65     | 1       | 1      |
| Namangi Aute                                                | 3779   | 3,41     | 3       | 0      |
| Natatok                                                     | 3024   | 2,73     | 2       | 0      |
| Zielona Konfederacja                                        | 2851   | 2,57     | 2       | 1      |
| Partia Liderów                                              | 2781   | 2,51     | 1       | 1      |
| Partia Republikańska                                        | 2020   | 1,82     | 0       | 1      |
| Partia Liberalno-Demokratyczna                              | 1502   | 1,35     | 0       | 1      |
| Partia Braterstwa Melanezji                                 | 1465   | 1,32     | 1       | 1      |
| Partia Narodowa                                             | 1284   | 1,16     | 0       | 1      |
| Jedność dla zmian                                           | 1261   | 1,14     | 0       | 0      |
| Partia Nadziei                                              | 1180   | 1,06     | 0       | 0      |
| People’s Services Party                                     | 1032   | 0,93     | 1       | 1      |
| Melanezyjska Partia Postępu                                 | 992    | 0,89     | 0       | 2      |
| Moderate Alliance                                           | 695    | 0,63     | 0       | 0      |
| Progresywna Partia Rozwoju                                  | 597    | 0,54     | 0       | 1      |
| Partia Pracy                                                | 529    | 0,48     | 1       | 1      |
| Vanuatu New Vision Development Party                        | 447    | 0,40     | 0       | 0      |
| Tafea Moderate Alliance                                     | 429    | 0,39     | 0       | 0      |
| Progresywno-Republikańska Partia Farmerska                  | 355    | 0,32     | 0       | 0      |
| Partia Demokratyczna                                        | 327    | 0,29     | 0       | 0      |
| Vete Alliance                                               | 306    | 0,28     | 0       | 0      |
| Vemarana                                                    | 304    | 0,27     | 0       | 0      |
| Family First Vanuatu Party                                  | 211    | 0,19     | 0       | 0      |
| Społeczna Partia Reformacyjna                               | 150    | 0,14     | 0       | 0      |
| People Action Party                                         | 80     | 0,07     | 0       | 0      |
| Partia Jedności i Równych Praw                              | 32     | 0,03     | 0       | 0      |
| Vanuatu Democratic Alliance and Liberation Party for Change | 8      | 0,01     | 0       | 0      |

### Zwycięzcy w poszczególnych okręgach wyborczych
| Okręg                | Frekwencja | Zwycięzca                        | Partia     | Głosy |
| -------------------- | ---------- | -------------------------------- | ---------- | ----- |
| 1. Wyspy Torresa     | 82%        | Claude Christophe Antoine Emelee | VNDP       | 1029  |
| 2. Wyspy Banksa      | 70%        | Jack Wona                        | VNDP       | 717   |
| 3. Espiritu Santo    | 68%        | Hosea Ovock Rothul Nevu          | IG         | 1299  |
| 3. Espiritu Santo    | 68%        | Alfred Maoh                      | GJP        | 1224  |
| 3. Espiritu Santo    | 68%        | Samson Samsen                    | VPP        | 1098  |
| 3. Espiritu Santo    | 68%        | Gaetan Pikioune                  | NAG        | 918   |
| 3. Espiritu Santo    | 68%        | Rick Mahe Tchamako               | RMC        | 899   |
| 3. Espiritu Santo    | 68%        | Edwin Amblus Macreveth           | FMP        | 761   |
| 3. Espiritu Santo    | 68%        | Ronald Warsal Kalmasei           | VP         | 664   |
| 4. Malo/Aore         | 63%        | Havo Molisale                    | NAG        | 892   |
| 5. Luganville        | 46%        | Seremaia Matai                   | Niezależny | 1818  |
| 5. Luganville        | 46%        | Marc Ati                         | IG         | 966   |
| 6. Malekula          | 79%        | Sato Kilman                      | PPP        | 1065  |
| 6. Malekula          | 79%        | Esmon Saimon                     | VP         | 1018  |
| 6. Malekula          | 79%        | Marcellino Barthelemy            | RMC        | 818   |
| 6. Malekula          | 79%        | Don Ken Stephen                  | PSP        | 718   |
| 6. Malekula          | 79%        | Jerome Ludvaune                  | UMP        | 668   |
| 6. Malekula          | 79%        | Sala John                        | GJP        | 663   |
| 7. Luganville        | 70%        | Bruno Leingkone Tao              | NUP        | 823   |
| 7. Luganville        | 70%        | Albert Williams Abel             | GJP        | 710   |
| 8. Paam              | 78%        | Fred William Tasso               | GJP        | 208   |
| 9. Pentecost         | 63%        | Silas Bule Melve                 | NUP        | 1,167 |
| 9. Pentecost         | 63%        | Charlot Salwai Tabimasmas        | RMC        | 861   |
| 9. Pentecost         | 63%        | Francois Chani Tabisal           | NUP        | 711   |
| 9. Pentecost         | 63%        | Ham Lini Vanuaroroa              | NUP        | 587   |
| 10. Ambae            | 58%        | Jacob Mata                       | NAG        | 720   |
| 10. Ambae            | 58%        | Jay Ngwele                       | IG         | 641   |
| 10. Ambae            | 58%        | Alickson Vira                    | NAT        | 593   |
| 11. Maewo            | 73%        | Ian Wilson                       | Niezależny | 1,239 |
| 12. Epi              | 76%        | Isaac Tongolilu                  | Niezależny | 528   |
| 12. Epi              | 76%        | Seoule Simeon                    | UMP        | 511   |
| 13. Tongoa           | 61%        | Kalo Pakoa Songi Lano            | IG         | 421   |
| 14. Shepherds        | 66%        | Toara Daniel Kalo                | VGC        | 341   |
| 15. Efate            | 55%        | Norris Kalmet                    | UMP        | 2,069 |
| 15. Efate            | 55%        | Joshua Tafura Kalsakau           | VLP        | 1,39  |
| 15. Efate            | 55%        | Jerry Kanas                      | Niezależny | 912   |
| 15. Efate            | 55%        | Nato Taiwia                      | MPP        | 840   |
| 16. Port Vila        | 41%        | Kenneth Natapei                  | VP         | 1,279 |
| 16. Port Vila        | 41%        | Alatoi Ishael Kalsakau           | UMP        | 1,246 |
| 16. Port Vila        | 41%        | Ralph Regenvanu                  | GJP        | 1,154 |
| 16. Port Vila        | 41%        | Jean-Pierre Nirua                | Niezależny | 1,148 |
| 16. Port Vila        | 41%        | Kalo Seule                       | VGC        | 1,039 |
| 16. Port Vila        | 41%        | Ephraim Kalsakau                 | Niezależny | 843   |
| 17.Tanna             | 63%        | Joe Natuman                      | VP         | 1479  |
| 17.Tanna             | 63%        | Jotham Napat                     | LPV        | 1471  |
| 17.Tanna             | 63%        | Bob Loughman                     | VP         | 1058  |
| 17.Tanna             | 63%        | Tom Noam Iouniwan                | Niezależny | 943   |
| 17.Tanna             | 63%        | Nakou Natuman                    | UMP        | 903   |
| 17.Tanna             | 63%        | Johnny Rasou Koanapou            | VP         | 832   |
| 17.Tanna             | 63%        | Andrew Solomon Napuat            | GJP        | 746   |
| 18. Wyspy południowe | 72%        | Tomker Netvunei Naling           | UMP        | 504   |